# Comuna Vesele, Lîpova Dolîna
Vesele (în ucraineană Веселе) este o comună în raionul Lîpova Dolîna, regiunea Sumî, Ucraina, formată din satele Ciîrvîne, Halaieveț, Lehuși și Vesele (reședința).

## Demografie
Componența lingvistică a comunei Vesele
     Ucraineană (96,06%)
     Rusă (2,73%)
     Alte limbi (1,22%)
Conform recensământului din 2001, majoritatea populației comunei Vesele era vorbitoare de ucraineană (96,06%), existând în minoritate și vorbitori de rusă (2,73%).